# Прапор Арцизького району
Пра́пор Арци́зького райо́ну — офіційний символ Арцизького району Одеської області, затверджений 21 жовтня 2009 року рішенням сесії № 637-У Арцизької районної ради. Автори проекту прапора — Джунь Володимир Миколайович та члени геральдичної комісії при Арцизькій районній раді.

## Опис
Прапор являє собою прямокутне полотнище, що має співвідношення ширини до довжини 2:3 та складається з двох горизонтальних смуг синього та жовтого кольорів у співвідношенні 3:1. На верхній синій смузі розміщено білого лелеку з червоними дзьобом та лапами, який летить та тримає у дзьобі жовте гроно винограду зі стеблом та листям.

## Символіка
- Лелека символізує розсудливість, пильність та любов до дітей, є символом батьківщини, сімейного благополуччя, любові до родини, а також дітородіння.
- Виноград є древнім символом родючості та багатства, життєвої сили та життєрадісності.
- Золотий колір є символом багатства, благородства, достатку, родючості та сільськогосподарського устрою життя.
- Лазуровий колір доповнює символіку неба та води, а також відображує прагнення до краси, миру, єдності.